# 应永之乱
应永之乱，发生于日本應永六年（1399年），是大名大內義弘发动的反对室町幕府的动乱。

## 背景
1391年明德之乱后，幕府将军足利义满成功的遏制了山名氏的扩张，将山名时熙家族的领地从十一国减少至但馬國、因幡國、伯耆國三国。但是在此役中，大内义弘因功获得和泉國、石見國和紀伊國，加上原有的周防國、長門國、豐前國，大內氏拥有了六国领地，成为关西最有实力的大名。同时，大内氏通过垄断对明朝的勘合贸易积累大量财富，并在结束南北朝的谈判中十分活跃，获得了很高的威望。这些因素都促使足利义满转而谋划削弱大内氏。

## 爆发
应永二年（1395年），今川贞世被解除九州探题一职，作为贞世主要助手之一的大内义弘希望能够接受此职，但是遭到了足利义满的拒绝。心怀不满的今川贞世乘机为大内义弘联络暗地反对足利义满的镰仓留守足利满兼等势力，鼓动大内起兵。
应永四年（1397年），大内义弘奉命与大友氏一同讨伐南朝残党少貳氏和菊池氏。六年，大内义弘奉命前往京都，途中宣布反叛幕府，率领五千人据守堺，等待足利满兼的起兵消息，准备东西夹击京都。

## 决战
足利义满亲任总大将，派遣細川氏、京極氏和赤松氏为前锋，以总兵力3万6千人攻打大内义弘。
十一月廿九，战斗开始，由于足利满兼为上杉宪定劝阻，没有如期举兵，导致大内义弘陷入孤军奋战。十二月廿一，堺城被畠山泰國攻占，大内义弘战死。

## 后果
应永之乱后，足利义满确立了幕府独大的地位，有能力挑战幕府权威的势力全部消失。
大内氏此役后由大内盛见保留了周防、长门和丰前守护的职务，实力一蹶不振，很久之后方得以复兴。山名时熙、畠山基国等人则通过从军扩大了自己的势力，获得了幕府的信任。
堺城在此战中被大火焚毁，也是需要很长时间后才恢复元气。
应永记记载了此次动乱的详细过程。